# Smith Center for the Performing Arts

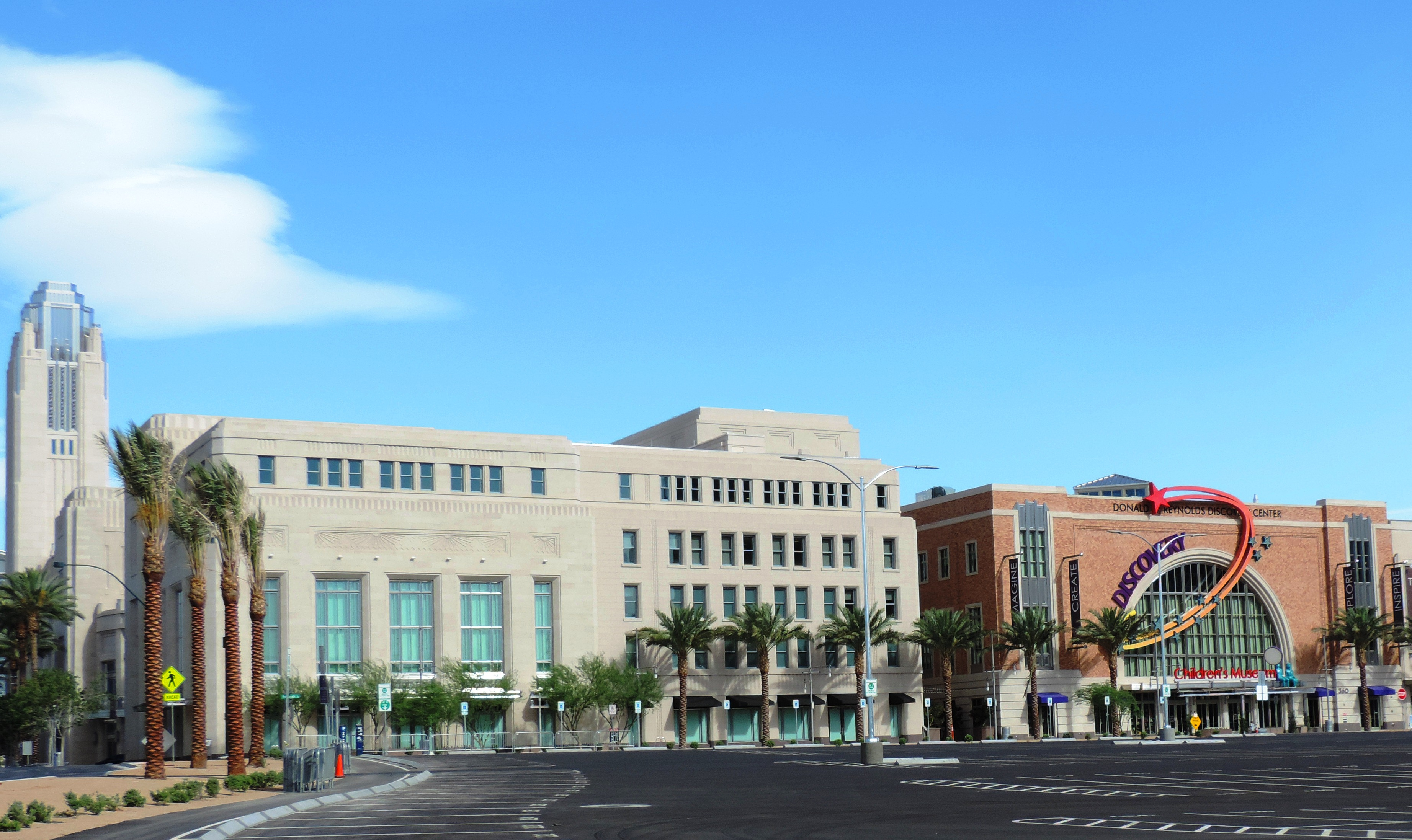
Das Smith Center for the Performing Arts (links) und das Discovery Children's Museum (rechts) im Februar 2012

Das Smith Center for the Performing Arts ist ein zwischen 2009 und 2012 errichtetes Veranstaltungszentrum an der Symphony Park Avenue in der Innenstadt von Las Vegas. Der 20.000 m² große Komplex besteht aus zwei Gebäuden im Stil des Art déco, die nach Plänen des Architekten David M. Schwarz entstanden. Ein großer Konzertsaal dient als Spielstätte für klassische Orchester, Ballett- und Theateraufführungen. Daneben gibt es zwei kleinere Bühnen.

## Geschichte

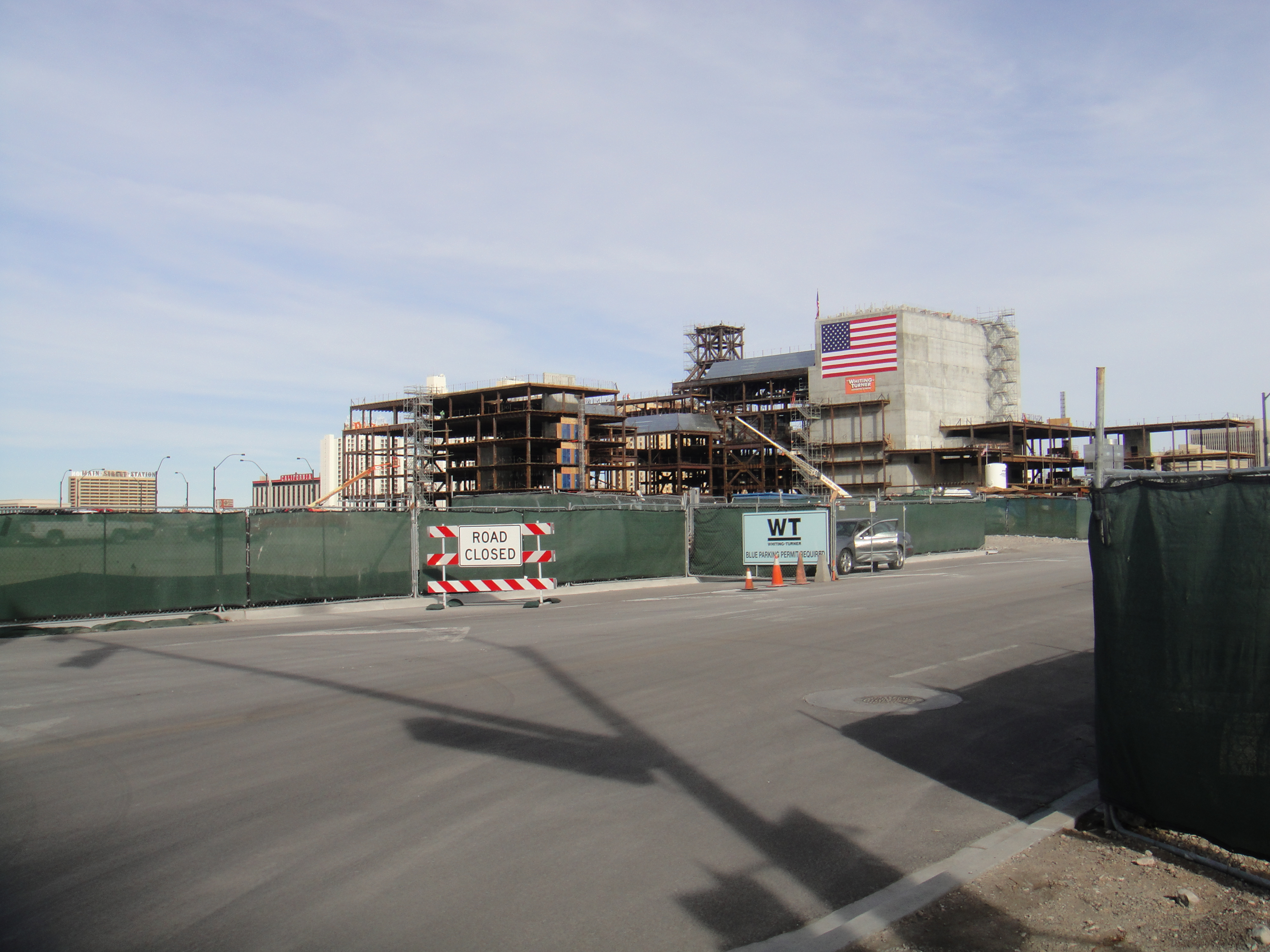
Baugrund des Smith Center im März 2010

Vor der Eröffnung des Smith Centers war Las Vegas eine der größten Städte der Vereinigten Staaten ohne eine Spielstätte für darstellende Künste. Zwar gab es eine lange Tradition für Unterhaltungsshows und entsprechende Veranstaltungsorte in den verschiedenen Hotelanlagen am Las Vegas Strip im Vorort Paradise, doch keiner davon war auf eine Vielfalt an Aufführungen ausgerichtet, wie sie eigenständige Kulturzentren anbieten. So fehlte es beispielsweise an Spielorten für Broadway-Theater-Tourneen oder große Sinfonieorchester. Ein bestehender kleinerer Veranstaltungsort für darstellende Künste an der University of Nevada in Las Vegas war für solche Zwecke unzureichend.
Bereits um 1994 entstanden erste Ideen für ein Kulturzentrum in Las Vegas, die jedoch zunächst keine konkreten Planungen zur Folge hatten. Das änderte sich mit einer zweckgebundenen Stiftung in Höhe von 150 Millionen US-Dollar von der Donald W. Reynolds Foundation, die bis dahin zweithöchste Spende für darstellende Künste in den Vereinigten Staaten. Darüber hinaus führten der Clark County und der Staat Nevada eine Gebühr für Autovermietungen ein, mit denen Anleihen in Höhe von 105 Millionen US-Dollar refinanzierten werden sollten. Hierdurch konnte die Bauphase des öffentlich-privaten Projekts begonnen werden. Namensgeber für das neue Gebäude wurden die Hauptsponsoren, der Vorsitzenden der Reynolds Foundation Fred Smith und seine Frau Mary. Die Wahl des Standortes fiel auf den Bereich Symphony Park, ein Innenstadtviertel mit gleichnamiger Grünfläche, das seit dem Jahr 2000 umgestaltet wurde.
Ein zunächst im Smith Center vorgesehenes Theater mit 600 Plätzen wurde 2008 aus den Planungen gestrichen, da es in der Stadt bereits zahlreichen nahezu gleichgroße Veranstaltungsräume in verschiedenen Hotelanlagen gab. An dessen Stelle wurde ein Neubau für das Lied Discovery Children’s Museum mit seinen verschiedene Bildungsmöglichkeiten für Kinder errichtet. Insgesamt sollte mit dem neuen Smith Center das Bewusstsein für die darstellenden Künste gestärkt und die Innenstadt von Las Vegas wiederbelebt werden. Die Eröffnung des Smith Center fand am 10. März 2012 statt. Geleitet wird es von dessen Präsident und Geschäftsführer Myron G. Martin.

## Architektur und Kunstwerke des Smith Centers

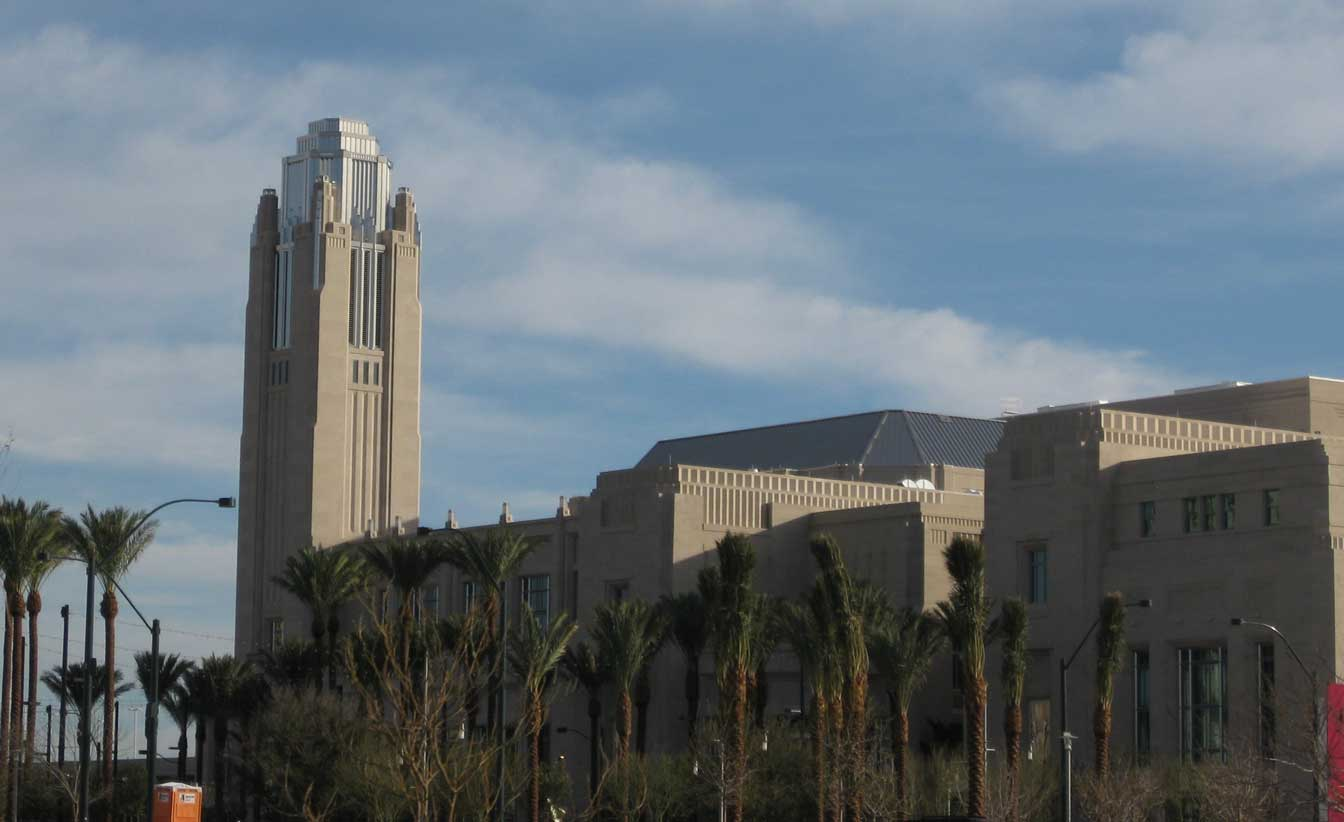
Blick auf den im Stil des Art Deco gestalteten Turm des Smith Centers

Der Vorstand des Smith Centers wählte für den Neubau den Architekt David M. Schwarz aus. Er sollte einen zeitlosen und eleganten Entwurf erarbeiten. Vorbild war der Art-déco-Stil des nahegelegenen Hoover Dam, der für die regionale Architektur wegweisend war. Der Entwurf von Schwarz stellt zudem Bezüge her zu Gebäuden aus den 1920er Jahren, etwa dem 1922 von Bertram Goodhue entworfenen Parlamentsgebäude Nebraska State Capitol in Lincoln oder dem 1929 eröffnetem Kaufhaus Bullocks Wilshire in Los Angeles, das nach Plänen von John und Donald Parkinson entstand.

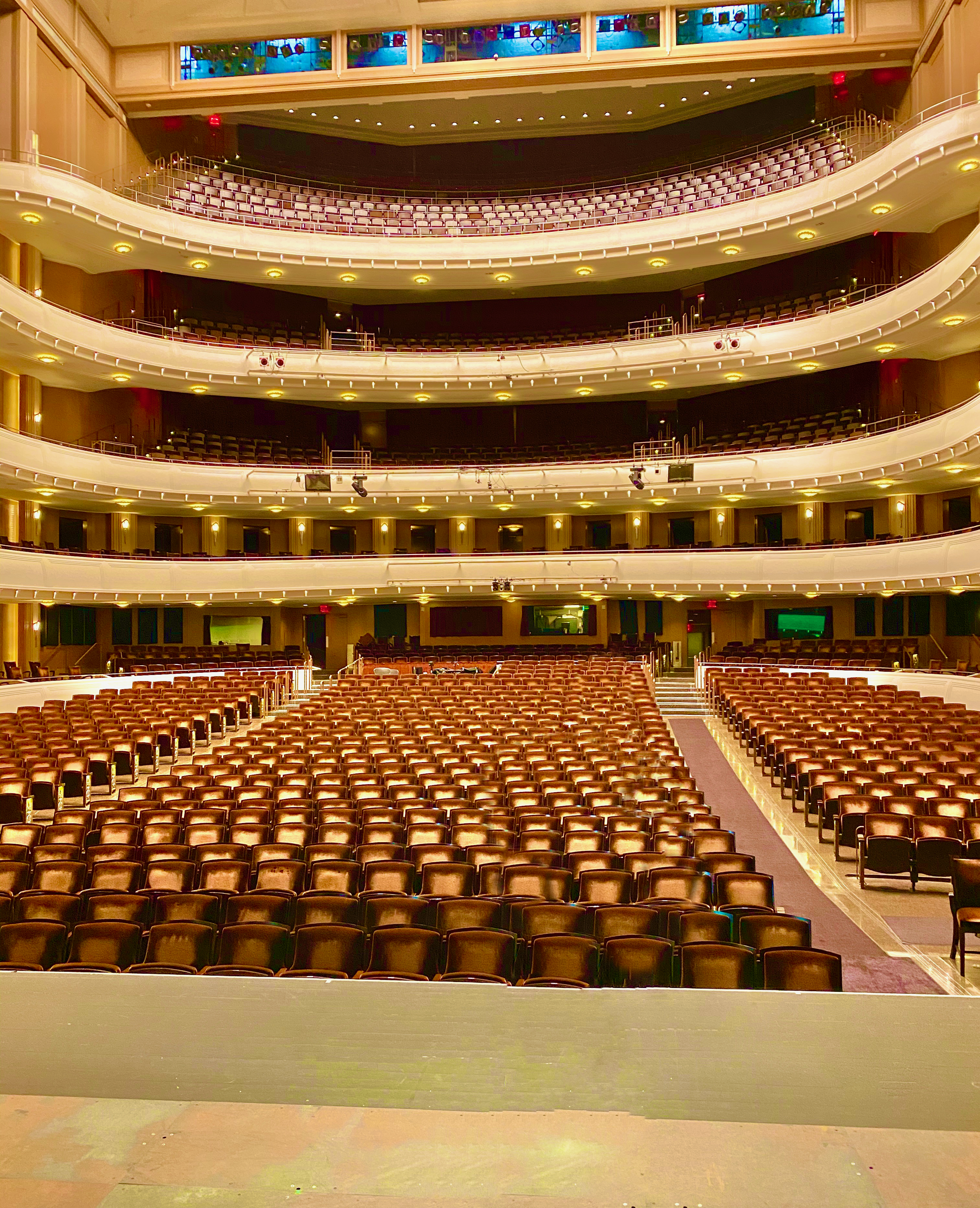
Zuschauerränge der Reynolds Hall

Markanter Eckpfeiler des Smith Centers ist an der Ecke Symphony Park Avenue und South City Parkway ein rund 52 Meter hoher Glockenturm, in dem sich ein Carillon mit 47 Glocken befindet. Ein Vorbild hierfür war das Will Rogers Memorial Center in Fort Worth. Für die gesamte Fassade des Gebäudekomplexes wurde weißer Kalkstein aus Indiana ausgewählt, der auch beim Nebraska State Capital Verwendung fand. Zahlreiche Detailelemente verweisen auf die 1920er Jahre, darunter eine geflügelte Skulptur in der zentralen Eingangshalle, die den Geflügelten Figuren der Republik am Hoover Dam nachempfunden sind. Zudem findet sich an ausgewählten Stellen ein markantes Blumenmotiv, ein Hinweis auf die Stifterin und Blumenliebhaberin Mary Smiths. Weiterhin gibt es im Smith Center mehrere Werke lokaler Künstler, die als Leihgaben aus der Sammlung des vormaligen Las Vegas Art Museum (heute Marjorie Barrick Museum of Art) stammen. Vor dem Eingang an der Symphony Park Avenue steht ein Denkmal des Künstlers William Behrends, das die Stifter Fred und Mary Smith als ganzfigurige Bronzeskulptur zeigt.

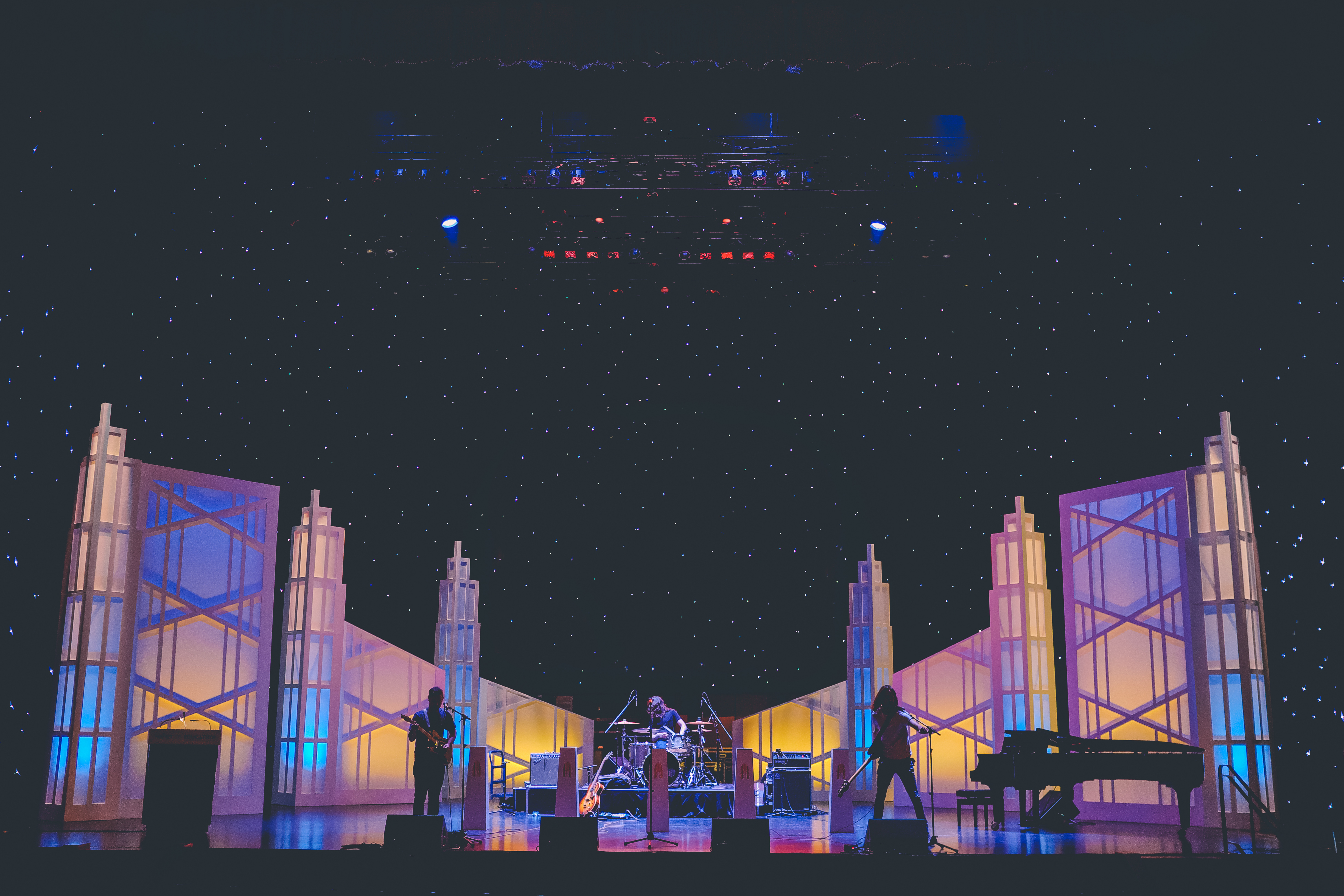
Hauptbühne der Reynolds Hall

Das Hauptgebäude des Smith Center ist die Reynolds Hall, ein großer Konzertsaal mit 2050 Plätzen auf fünf Ebenen. Hinzu kommen im benachbarten Boman Pavilion der Myron’s-Saal mit 240 Plätzen für Jazz-Veranstaltungen und das Troesh Studio Theater mit 200 Plätzen als kleiner Theaterraum. Für die bestmögliche Klangqualität der Räume arbeitete der Architekt Schwarz mit dem Unternehmen Akustiks zusammen, um je nach Art der Aufführung den Schall zu reflektieren oder absorbieren. Der Hauptsaal ist zudem doppelt schallisoliert und gegen Außengeräusche geschützt. Für Konzerte unter freiem Himmel steht darüber hinaus eine benachbarte Parkplatzfläche zur Verfügung.

## Veranstaltungen
Das Smith Center ist Heimstätte des Sinfonieorchesters Las Vegas Philharmonic und des Nevada Ballet Theatre. Hinzu kommen zahlreiche Gastspiele von anderen Orchestern und weiteren Musikern, von Tanztheaterproduktionen oder von Broadway-Stücken, etwa The Book of Mormon, Wicked, Der König der Löwen und Hamilton. Weiterhin findet künstlerische Nachwuchsarbeit im Elaine Wynn Studio for Arts Education statt, benannt nach der Stifterin Elaine Wynn.